# Dove sei sei
Dove sei sei è un album musicale della cantante italiana Nada, pubblicato nel 1999 dalla Mercury Records.
Il brano Guardami negli occhi ha partecipato al Festival di Sanremo, dove si è classificato al 10º posto nella sezione "Campioni".

## Tracce
1. Inganno – 3:16
2. Guardami negli occhi – 4:29
3. Glu glu – 4:36
4. Correre – 5:40
5. Marlene – 4:30
6. Dove sei sei – 5:34
7. Curata & coccolata – 4:00
8. La famiglia – 3:29
9. Tempesta di fuoco – 3:43
10. Piccoli fiumi – 4:10
11. Vieni mai – 3:55

## Formazione
- Nada – voce
- Mauro Pagani – tastiera, cori, violino, chitarra acustica, chitarra elettrica, pianoforte, Fender Rhodes, organo Hammond, percussioni, celeste, flauto traverso, clavicembalo
- Marco Pancaldi – chitarra acustica, chitarra elettrica
- Flavio Zanol – basso
- Giorgio Cordini – chitarra elettrica
- Maurizio Andiloro – percussioni
- Max Costa – programmazione
- Claudio Dadone – chitarra acustica
- Gianmaria Testa – chitarra classica
- Roberto Martinelli – clarino